# Каминьский, Марцин (футболист)
Ма́рцин Ками́ньский (пол. Marcin Kamiński; 15 января 1992, Конин) — польский футболист, защитник плоцкой «Вислы». Выступал за сборную Польши.

## Карьера

### Клубная
Воспитанник клуба «Алюминий» (ныне «Гурник») из родного Конина. Благодаря своим стараниям попал в юношеский состав познаньского «Леха», дебютировал в основном составе в 2009 году и выиграл чемпионат Польши.
В начале сезона 2016/17, Каминьский перешёл в немецкий клуб Бундеслиги «Штутгарт». 5 марта 2018 года он продлил свой контракт со «Штутгартом» до июня 2021 года. 24 августа 2018 года, Каминьский до конца сезона был отдан в аренду в дюссельдорфскую «Фортуну».
27 мая 2021 года клуб «Шальке 04» объявил, что Каминьский на правах свободного агента подписал с клубом двухлетний контракт. 31 мая 2023 года центральный защитник Марцин Каминьский, продлил свой контракт с клубом ещё на один сезон до лета 2024 года. Соглашение включало в себя опцию продления контракта ещё на один сезон, в зависимости от выступления и результатов клуба в сезоне.

### В сборной
В юношеской сборной провёл 14 игр. Дебютировал в основной сборной 16 декабря 2011 года в матче против сборной Боснии и Герцеговины. 2 мая 2012 года попал в предварительный состав польской дружины на Евро-2012 из 26 человек, по итогам обсуждения остался в заявке на Евро-2012.

## Достижения

### Клубные
Лех (Познань)
- Чемпион Польши (2): 2009/10, 2014/15
- Обладатель Суперкубка Польши: 2015
- Финалист Кубка Польши: 2014/15

Штутгарт
- Победитель Второй Бундеслиги: 2016/17

Шальке 04
- Победитель Второй Бундеслиги: 2021/22

## Список матчей
| Матчи и голы за сборную | Матчи и голы за сборную | Матчи и голы за сборную | Матчи и голы за сборную | Матчи и голы за сборную | Матчи и голы за сборную | Матчи и голы за сборную |
| #                       | Дата                    | Место                   | Противник               | Голы                    | Итог                    | Матч                    |
| ----------------------- | ----------------------- | ----------------------- | ----------------------- | ----------------------- | ----------------------- | ----------------------- |
| 1.                      | 16 декабря 2011         | Анталья                 | Босния и Герцеговина    |                         | 1:0                     | Товарищеский матч       |
| 2.                      | 22 мая 2012             | Клагенфурт              | Латвия                  |                         | 1:0                     | Товарищеский матч       |
| 3.                      | 26 мая 2012             | Клагенфурт              | Словакия                |                         | 1:0                     | Товарищеский матч       |